# Seefliegerstaffel 88
Die Seefliegerstaffel 88 (AS/88, von Aufklärungsstaffel-See 88) war der kleinste eigenständige fliegende Verband der Legion Condor, der auf Seiten Francos am Spanischen Bürgerkrieg teilnahm und trotz seiner vergleichsweise bescheidenen Größe einen erheblichen Beitrag zum Sieg über die Spanische Republik beitrug. Im Unterschied zu den übrigen fliegenden Verbänden der Legion Condor, kam ein Teil der Angehörigen, neben denen der Luftwaffe, auch von der Kriegsmarine.

## Geschichte

He 60 und He 59 (hinten) der AS/88 in Pollença

Die ersten Aufklärungsflugzeuge der Kriegsmarine, Heinkel He 59 und Heinkel He 60, trafen Anfang Oktober 1936, noch vor der offiziellen Aufstellung im Marine-Stützpunkt Puntales in Cádiz ein. Die inzwischen als Seefliegerstaffel 88 bezeichnete Einheit verlegte an Weihnachten ins sichere Melilla. Die dortige Basis El Atalayón wurde in den 1920er Jahren bereits von spanischen von CASA in Lizenz gebauten Dornier Wal Flugbooten genutzt. Während der Schlacht von Málaga patrouillierten die deutschen Wasserflugzeuge über Málaga und trugen so zum Sieg der Franco-Truppen bei. Nach einer sechsmonatigen Ruhephase, die zu Training und Versuchen genutzt wurde, verlegt die Staffel Anfang Juli 1937 schließlich nach Pollença im Norden Mallorcas, wo sie bis zum Ende des Krieges stationiert blieb.
Im weiteren Verlauf des Jahres konzentrierten sich die Einsätze der AS/88 auf den Schutz deutscher Handelsschiffe und die Bekämpfung des gegnerischen Nachschubs, der nach dem Ende des Krieges im Norden hauptsächlich über die Häfen am Mittelmeer ins Land kam. Ab Anfang 1938 verlagerte sich der Schwerpunkt der Luftangriffe auf die Infrastruktur der Republik. Hierzu zählten Hafenanlagen, Bahnhöfe, Züge, Brücken usw., wobei hauptsächlich nachts geflogen wurde.

## Bilanz
Die maximale Staffelstärke betrug jeweils zirka zehn He 59 und ebenso viele He 60. Die kleineren He 60 wurden vorwiegend zur Aufklärung benutzt, die größeren, bewaffneten He 59 kamen auch bei Kampfeinsätzen zum Einsatz. Dabei wurde lediglich ein britischer Frachter vor Valencia durch einen Torpedo versenkt, ansonsten kamen bei Angriffen sowohl die 20-mm-Bordkanone von Rheinmetall (hierzu wurden einige Maschinen umgerüstet, standardmäßig waren drei MG verbaut) als auch bis zu zwanzig 50 kg Bomben zum Einsatz. Ihre größten Verluste im Kampf erlitt die AS/88 in der Schlussphase des Krieges während der Kämpfe in Katalonien. Insgesamt gingen 17 von insgesamt 27 He 59 verloren, die Mehrzahl allerdings durch Unfälle. Nach dem Krieg verblieben drei der zehn verbliebenen He 59 in Spanien. Neben sieben He 60 setzte die Staffel noch in geringen Stückzahlen einige weitere Flugzeugtypen ein, unter anderem verfügte die Staffel ab dem Winter 1937/1938 auch über eine mit Schwimmern ausgerüstete Junkers Ju 52/3m. Aufgrund der räumlichen Distanz operierte sie weitgehend unabhängig vom Rest der Legion Condor.

## Mitglieder
Staffelkapitäne
- Oberleutnant Karl-Heinz Wolff, Oktober 1936 bis Februar 1937
- Hauptmann Günther Klünder, Februar 1937 bis Juli 1937
- Hauptmann Hans Hefele, Juli 1937 bis Januar 1938
- Hauptmann Martin Harlinghausen, Dezember 1937 bis Dezember 1938
- Hauptmann Werner Smidt, Dezember 1938 bis Juni 1939